# Jean Prindale
Jean Prindale (Jan van Prindale), actif de 1372 à 1420 environ, est un sculpteur français originaire de Bruxelles.

## Biographie

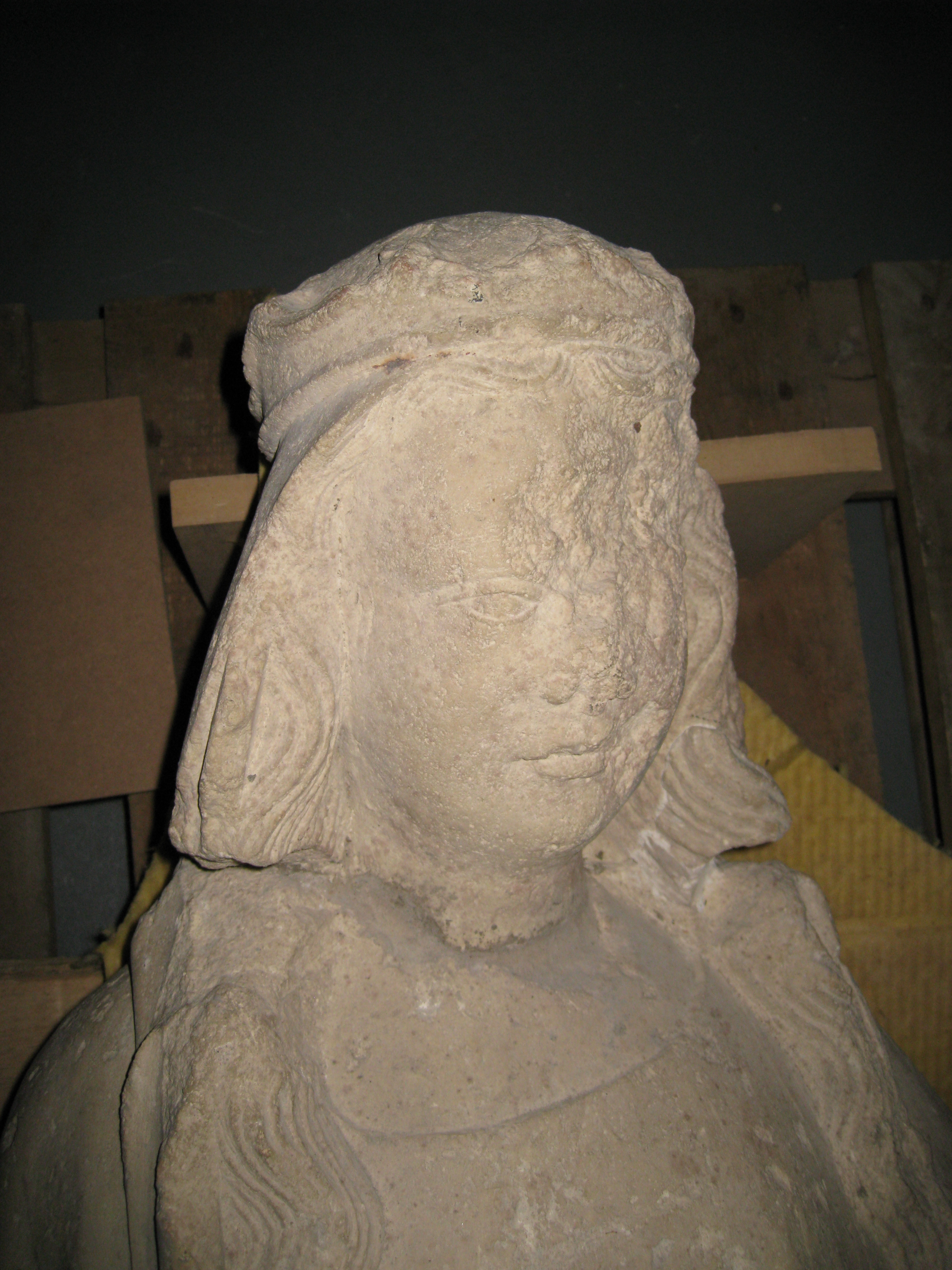
Atelier de Jean Prindale, Vierge à l'Enfant provenant de l'église de Romainmotier, détail, v. 1410-1420, Lausanne, Musée cantonal d'archéologie et d'histoire.

Jean Prindale est actif de 1388 à 1400 environ sur le chantier de la Chartreuse de Champmol près de Dijon, d'abord sous la direction de Jean de Marville, puis dès 1389 sous celle de Claus Sluter, avec qui il collabore notamment à la réalisation du célèbre Puits de Moïse. Vers 1408, Claus de Werve, neveu de Sluter et nouveau chef de l’atelier de Champmol, fait appel à lui pour la sculpture des pleurants du tombeau du duc de Bourgogne Philippe-le-Hardi. En 1409, Prindale émigre en Savoie où il s'établit jusqu'à sa mort. Le comte Amédée VIII de Savoie lui confie le chantier de la chapelle de son château de Chambéry où œuvrent de nombreux artistes et artisans originaires de la France du Nord et de Flandres dont on connaît les noms (Janin de Bruxelles, Etienne de Milan, Mengin de Sarsay, puis, après 1420, Arnaud Prindale, Janin de Renis et Gilet de Bruxelles). Prindale dispose également d'un atelier à Genève où travaillent ses collaborateurs Perrin Lours et Guillaume du Boes et où il édifie le tombeau du cardinal Jean Allarmet de Brogny, achevé en 1414, ainsi que les stalles de la cathédrale Saint-Pierre de Genève (1414-1416).
De nombreuses sculptures lui ont été attribuées en Bourgogne (tombeau de Guillaume VI de Vienne à Saint-Seine-l'Abbaye), en Savoie (encadrements des grandes niches creusées dans les contreforts et les gargouilles du couronnement de la Sainte-Chapelle de Chambéry), en Piémont (Vierge du portail de l'église de Chieri) et dans le canton de Vaud (tombeau de Jean de Seyssel à Romainmôtier).